# Björn Strid
Björn Ove "Speed" Strid, född 10 september 1978, är sångare i det svenska melodiska death metalbandet Soilwork från Helsingborg och han sjunger även i banden Terror 2000, Highball Shooters, Coldseed, The Night Flight Orchestra och har även ett finger med i spelet i Disarmonia Mundi.
Björn Strid kallas "Speed" just för att han var en av de få som lyssnade på extrem musik när de gick i skolan. Han var med och startade bandet Soilwork när de hade namnet Inferior Breed och utvecklade sedan under 1996 "Soilwork-soundet". Han skriver även de flesta texterna åt bandet.

## Diskografi (urval)
Studioalbum med Soilwork
- 1998 – Steelbath Suicide
- 2000 – The Chainheart Machine
- 2001 – A Predator's Portrait
- 2002 – Natural Born Chaos
- 2003 – Figure Number Five
- 2004 – The Early Chapters
- 2005 – Stabbing the Drama
- 2007 – Sworn to a Great Divide
- 2010 – The Panic Broadcast
- 2013 – The Living Infinite
- 2015 – The Ride Majestic
- 2019 – Verkligheten
- 2022 – Övergivenheten

Studioalbum med The Night Flight Orchestra
- 2012 – Internal Affairs
- 2015 – Skyline Whispers
- 2017 – Amber Galactic
- 2018 – Sometimes The World Ain't Enough
- 2020 – Aeromantic
- 2021 – Aeromantic II
- 2025 - Give Us The Moon

## Gästartist (urval)
Demon Hunter
- 2010 – The World Is A Thorn

Disarmonia Mundi
- 2001 – Nebularium
- 2004 – Fragments of D-generation
- 2006 – Mind Tricks

Kamelot
- 2011 – Poetry for the Poisoned (musikalbum)

Motionless in White
- 2012 – Infamous